# Шафран Картрайта
Шафран Картрайта (лат. Crocus cartwrightianus) — клубнелуковичное травянистое многолетнее растение, вид рода Шафран (Crocus) семейства Ирисовые, или Касатиковые (Iridaceae). Родина вида — материковая Греция и Крит.

## Ботаническое описание
Клубнелуковичный многолетник, высотой до 5 см. Цветы сиреневого или белого цвета с фиолетовыми прожилками и заметными красными рыльцами появляются вместе с листьями осенью и зимой.
Рыльце цветка делится ещё в пестике, намного ниже оснований пыльников. Ветви рыльца выше пыльников и примерно такой же длины, как лепестки. Пестик цветка бородатый. Листья и цветы образуются одновременно. Период цветения — с октября по декабрь.
Число хромосом 2n = 16.
Латинское название cartwrightianus дано в честь Джона Картрайта, британского консула в Константинополе.
C. cartwrightianus является предполагаемым диким прародителем одомашненного триплоидного Шафрана посевного. О месте его происхождения ведутся споры, тем не менее считается, что шафран возник в Иране. Однако Греция и Месопотамия также были предложены в качестве возможных регионов происхождения этого растения.

## Экология
Вид обычно встречается на известняковых почвах полуострова Аттика в Греции. На Крите вид растёт на лугах и сосновых лесах на высоте от 30 до 120 метров.

## Культивирование
Существуют доказательства того, что этот вид культивировался на древнем Крите, по крайней мере, ещё в среднеминойский период, о чём свидетельствует фреска «Собиратель шафрана», иллюстрирующая сбор крокусов.
Растение получило награду Королевского садоводческого общества.